# Dolmen Ta’ Ċenċ
Dolmen Ta’ Ċenċ (lub Dolmen Wied Ħanżira) – dolmen znajdujący się na grzbiecie  w Sannat, na południowym wybrzeżu wyspy Gozo, w Republice Malty.

## Historia
Po północnej stronie Dolmenu Ta’ Ċenċ z widokiem na Xewkija znajdują się trzy stanowiska megalityczne z wczesnej epoki brązu, z okresu cmentarza Tarxien (2500-1500 p.n.e.). W języku maltańskim dolmeny są określane jako l-imsaqqfa. 

## Dolmen Ta’ Ċenċ
Dolmeny składają się z grubo ciosanego płaskiego bloku skalnego, wspartego na dwóch lub trzech bokach za pomocą kamieni podtrzymujących, zwykle leżących na jednym z jego długich, wąskich boków. Pod powierzchnią skały jej środek został opracowany, dzięki czemu powstał dół o głębokości do 60 centymetrów. Dolmen służył kiedyś jako miejsce pochówku (dla grobów kremacyjnych). Najbliższe równoległe dolmeny można znaleźć w Apulii i na Sycylii. Prostsze formy dolmenów znajdziemy na obszarze Golanu.

## Dolmeny Ta’ Ċenċ
- Id-Dura tal-Imramma – typowy, mały dolmen maltański z kamieniem o wymiarach 1,5 m × 0,9 m;
- Id-Dura tax-Xaghra L-Kbira – typowy dolmen maltański, znajdujący się w pobliżu. Jest to kamień, który podtrzymywany jest dwoma innymi kamieniami;
- Id-Dura tal-Mara – kamień, znajdujący się 600 m na wschód. Jest to podobny, ale większy dolmen. Jego mniejszy kamień nagrobny ma wymiary 2,25 m × 1,8 m i grubość 0,45 m.